# Acremonium kiliense
Acremonium kiliense är en svampart som beskrevs av Grütz 1925. Acremonium kiliense ingår i släktet Acremonium, ordningen köttkärnsvampar, klassen Sordariomycetes, divisionen sporsäcksvampar och riket svampar.   Inga underarter finns listade i Catalogue of Life.